# Інцидент на зйомках фільму Раст

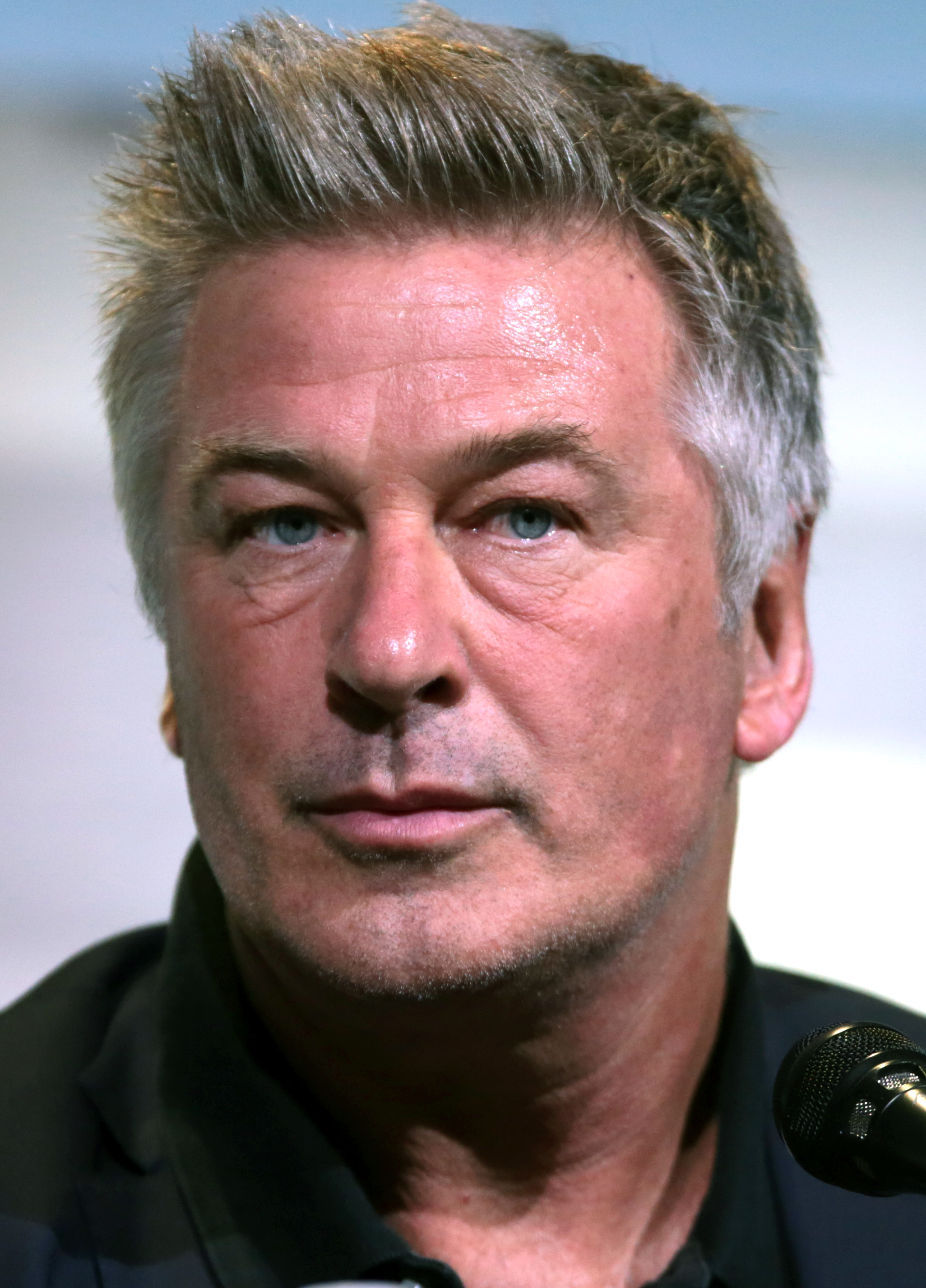
Алек Болдвін випадково вистрілив з реквізитної вогнепальної зброї, в результаті чого загинула операторка-постановниця Галина Хатчінс та поранений режисер Джоел Соуза

21 жовтня 2021 року актор Алек Болдвін під час зйомок фільму «Раст» на ранчо Бонанза-Крік у Санта-Фе, штат Нью-Мексико, розрядив реквізитну вогнепальну зброю, яку йому передав помічник режисера Дейв Голлс, убивши українську операторку-постановницю Галину Хатчінс і травмувавши режисера Джоела Соузу.

## Передісторія
29 травня 2020 року стало відомо, що Алек Болдвін стане продюсером вестерна «Раст», а також зіграє в ньому одну з головних ролей.
4 жовтня 2021 року у Голлівуді почався безстроковий страйк через неналежні і небезпечні умови праці та низьку оплату праці.
6 жовтня 2021 року почалися зйомки фільму «Раст» на ранчо Бонанза-Крік у Санта-Фе, штат Нью-Мексико. До зйомок одразу були залучені Джоел Соуза, Алек Болдвін і Галина Хатчінс, а також решта знімальної команди.
Одразу під час зйомок почався конфлікт між знімальною командою та керівництвом. Знімальна команда жалілася на неналежні і небезпечні умови праці. Зокрема відомо, що до інциденту під час зйомок з реквізитних пістолетів, які буцімто були бутафорними — пролунало три справжні вистріли (два з них відбулося 16 жовтня 2021 року). Як наслідок, частина знімальної команди приєдналися до страйку. Галина Хатчінс також планувала приєднатися до страйку. Зокрема підтримку страйку вона висловлювала у своєму Інстаграмі.
16 жовтня 2021 року на зйомках фільму відбулося два незаплановані постріли.
21 жовтня 2021 року (за шість годин до трагедії) частина знімальної команди приєдналися до страйку. Серед них були 5 операторів. [Архівовано 31 жовтня 2021 у Wayback Machine.]

## Інцидент
21 жовтня 2021 року о 13:50 за місцевим часом актор Алек Болдвін знімався у майбутньому фільмі «Раст» на ранчо Бонанза-Крік у Санта-Фе, штат Нью-Мексико, коли помічник режисера Дейв Голлс вручив йому вогнепальну зброю. Потім 63-річний Болдвін розрядив вогнепальну зброю, здійснивши постріл операторці-постановниці Галині Хатчінс у груди та в бік режисера Джоела Соузу, який стояв позаду Хатчінс, поранивши його у плече. Відразу ж після інциденту Галину Хатчінс доставили вертольотом до лікарні Університету Нью-Мексико в Альбукерке; Соуза був доставлений каретою швидкої допомоги до регіонального медичного центру Христуса Сент-Вінсента в Санта-Фе. Пізніше того ж дня Галина Хатчінс померла від отриманих травм у лікарні.
Алека Болдвіна допитали поліцейські та відпустили без пред'явлення звинувачень. За даними офісу шерифа округу Санта-Фе, вони почали розслідування, «який тип кулі був випущений» і як сталася ця подія. Того ж дня увечері Соузу виписали з лікарні.

## Кримінальні провадження
20 квітня Бюро з охорони праці і техніки безпеки (OHSB) за результатами розслідування зобов'язало компанію Rust Movie Productions LLC до сплати 136 793 доларів, що є максимальним штрафом, дозволеним законом штату Нью-Мексико.
Наприкінці березня 2023 року Голлс визнав провину за звинуваченням у недбалому використанні смертоносної зброї та був засуджений до шести місяців випробувального терміну без нагляду, штрафу в 500 доларів і 24 годин громадських робіт.
6 березня 2024 року Гутьєррес-Рід була визнана винною за звинуваченням у ненавмисному вбивстві. 15 квітня її засудили до 18 місяців ув'язнення.
Суд над Болдвіном за звинуваченням у ненавмисному вбивстві призначений на 9 липня 2024 року.

## Реакція

### Голлівуд
Двейн Джонсон, Джеймс Ґанн, Джо Манганьєлло висловили співчуття.
Олівія Вайлд не лише висловила співчуття, а й зареєструвала петицію прийняти Закон "Про Заборону використання справжньої зброї на знімальному Майданчику". Якщо Влада цей закон прийме, він стане відомий, як "Закон Галини".

### Україна
Україна підтвердила, що загибла Галина Хатчінс мала українське громадянство.
Генеральне консульство України в Сан-Франциско з’ясовує обставини та взаємодіє із американськими правоохоронцями в контексті розслідування. Консули також встановлюють зв’язок із рідними українки, аби надати необхідну консульську і правову допомогу.